# Cinder (roman)
Cinder är den första boken i serien Månkrönikan (The Lunar Chronicles) som är skriven av den amerikanska författaren Marissa Meyer. Baserar sig löst på klassikern Askungen.

## Karaktärer
- Linh Cinder: Huvudpersonen i serien. Cinder är en ung cyborg-flicka som jobbar som mekaniker. Hon bor med sin styvfamilj i Nya Beijing.
- Prins Kaito: Östra Samväldets kronprins. Han träffar Cinder då han för sin android Nainsi till reparation.
- Doktor Dmitri Erland: En lunar, som jobbar i palatset som forskare i letumosis.
- Linh Peony: Cinders styvsyster och vän, dotter till Linh Garan och Linh Adri.
- Linh Pearl: Peonys äldre syster. Hon och Cinder kommer inte bra överens.
- Linh Adri: Cinders elaka styvmor.
- Iko: Cinders android och vän.[1]
- Nainsi: Prins Kais android som hjälper honom forska om prinsessan Selene. Det är också den här androiden som Cinder reparerar.
- Drottning Levana: Den grymma drottningen av Luna, månkolonin.[1] Berättelsens antagonist.